# 聲命線索
是2020年上映的韓國驚悚片，翻拍自2011年英國與波多黎各合拍的驚悚電影《超时空来电》，由憑藉14分鐘短篇電影《身價》獲得諸多好評與獎項的導演李重賢執導，這也是他的首部長篇電影作品，朴信惠、全鐘瑞主演。此片於2018年12月28日讀本祭祀，2019年1月3日開始拍攝。原定2020年3月在韓國上映，台灣於2020年4月1日上映，但因COVID-19疫情的影響，無法於電影院上映，改由Netflix於2020年11月27日全球同步上架。

## 劇情概要
許久沒回老家的書妍（朴信惠 飾），接起了突然響起的老舊電話，電話那頭傳來陌生女子．英淑（全鐘瑞 飾）的聲音。書妍得知英淑是20年前同樣生活在這個家的人後，兩人變成了好友。某天，書妍和英淑在彼此生存的時空中，做了能改變對方人生的瑣碎選擇。英淑必須救回書妍20年前過世的父親；書妍則要告訴英淑她20年後的未來。然而，英淑得知自己的未來十分慘不忍睹後，竟展開意料之外的行動，甚至開始威脅到書妍……

## 演員陣容

### 主要人物
- 朴信惠（童年：嚴彩英） 飾演 金書妍

現在的女人，偶然接到來自過去的電話，但却遭遇到意想不到的事情，是個做事果斷的人物。
- 全鐘瑞 飾演 吳英淑

過去的女人，患反社會人格障礙。把與未來偶然相連的電話當做能夠拯救自己的唯一希望，卻從此走上不歸路。

### 其他人物
- 金成鈴 飾演 書妍的母親
- 李伊 飾演 鮮于子玉

巫女、英淑的繼母，曾預見英淑在未來將會威脅許多人性命，深信英淑被惡魔附體，因此不斷以驅魔之名虐待年幼的英淑，但卻正正成為了令英淑種下反社會人格的主因，是劇中一切悲劇的真正起源。
- 朴浩山 飾演 金炯奎

書妍的父親，是書妍的精神支柱。
- 吳正世 飾演 朴成浩

草莓園經營者，書妍父親的朋友，被英淑殺害。
- 李東輝 飾演 白敏賢

揭開書妍和英淑所圍繞事件的派出所巡警，後遭英淑殺害。
- 趙慶淑 飾演 善姬中年時期
- 金敏荷 飾演 善姬青年時期
- 文昌吉 飾演 賣破爛的
- 宋耀燮 飾演 前輩巡警
- 劉慶秀 飾演 忙內巡警
- 李周英 飾演 撿到手機的女子（聲音出演）
- 朴亨洙 飾演 撿到手機的男子（聲音出演）

## 獎項榮譽
| 年份   | 頒獎典禮             | 獎項                      | 入圍者         | 結果 | 備註  |
| ------ | -------------------- | ------------------------- | -------------- | ---- | ----- |
| 2021年 | 第57屆百想藝術大獎   | 電影部門 女子最優秀演技獎 | 全鐘瑞         | 獲獎 | [ 6 ] |
| 2021年 | 第57屆百想藝術大獎   | 電影部門 最佳新人導演     | 李重賢         | 提名 | [ 6 ] |
| 2021年 | 第30屆釜日電影獎     | 最佳新人導演              | 李重賢         | 提名 | [ 7 ] |
| 2021年 | 第30屆釜日電影獎     | 最佳女主角                | 全鐘瑞         | 獲獎 | [ 7 ] |
| 2021年 | 第26屆春史電影獎     | 最佳女主角                | 全鐘瑞         | 提名 | [ 8 ] |
| 2021年 | 第26屆春史電影獎     | 最佳新人導演              | 李重賢         | 提名 | [ 8 ] |
| 2021年 | 第15屆亞洲電影大獎   | 最佳女主角                | 全鐘瑞         | 提名 | [ 9 ] |
| 2021年 | 第42屆青龍電影獎     | 最佳女主角                | 全鐘瑞         | 提名 |       |
| 2021年 | 第42屆青龍電影獎     | 最佳女配角                | 李伊           | 提名 |       |
| 2021年 | 第42屆青龍電影獎     | 最佳新人導演              | 李重賢         | 提名 |       |
| 2021年 | 第42屆青龍電影獎     | 最佳美術                  | 裴正允         | 提名 |       |
| 2021年 | 第42屆青龍電影獎     | 最佳攝影燈光              | 趙英植、鄭海智 | 提名 |       |
| 2021年 | 第42屆青龍電影獎     | 最佳配樂                  | Dalpalan       | 提名 |       |
| 2022年 | 第20屆韓國導演選擇獎 | 電影類 年度最佳女演員     | 全鐘瑞         | 獲獎 |       |
| 2022年 | 第20屆韓國導演選擇獎 | 電影類 年度最佳新人女演員 | 全鐘瑞         | 提名 |       |
| 2022年 | 第20屆韓國導演選擇獎 | 電影類 年度最佳新人導演   | 李重賢         | 提名 |       |

## 外部連結
- 在Netflix上觀看《聲命線索》
- NAVER上《聲命線索》的資料
- Daum上《聲命線索》的資料

- 韩国电影数据库（KMDb）上《聲命線索》的資料
- 互联网电影数据库（IMDb）上《聲命線索》的资料（英文）
- 豆瓣电影上《聲命線索》的資料 （简体中文）
- Box Office Mojo上《聲命線索》的资料（英文）
- 爛番茄上《聲命線索》的資料（英文）